# Ifako-Ijaiye
Ifako-Ijaiye es un Área de Gobierno local del Estado de Lagos, Nigeria. 
El Área del Gobierno Local de Ifako-Ijaiye se creó junto con otros 183 el 1 de octubre de 1995, por el entonces Jefe de Estado, Sanni Abacha.

## Geografía
El Gobierno Local de Ifako-Ijaiye limita en el Oeste con Alimosho, en el Este con Ikeja , en el Sur con Agege y en el Norte con Ifo y Ado-Odo/Otta (Gobiernos Locales del Estado de Ogun).

## Demografía
Está habitada según el censo nacional del 2006 por personas, la mayoría pertenecen a la etnia Yoruba.El nivel de alfabetización del Gobierno Local es de aproximadamente 75%, y la mayoría de sus residentes son inmigrantes de diferentes partes de Lagos y de Nigeria en general. 

## Comunidades
Las Comunidades en Ifako-Ijaiye son:
- Abule-Egba.
- Abule Titun.
- Ajegunle.
- Alagbado.
- Alakuko.
- GbinrinmiWasimi.
- Ifako Ijaiye-Ogba.
- Ijaiye-Ojokoro.
- Iju-Ishaga.
- Iju Obawole.
- Iju-Ogundimu.
- Iju Station.
- Ilupeju-Titun.
- Oke Ira Akine.
- Oko-Oba.